# Cetoscarus bicolor
Cetoscarus bicolor (риба-папуга двоколірна) — вид риб з роду Cetoscarus родини Риби-папуги. Є ендеміком Червоного моря.

## Опис
Це один з найбільших видів риб-папуг — загальна довжина може сягати 50 см. Як і для багатьох інших видів родини риб-папуг, для Cetoscarus bicolor характерна дихогамія (послідовний гермафродитизм) — спочатку риба розвивається як самка (початкова фаза), а згодом змінює стать (кінцева фаза). Початкова фаза темно-коричнева з великою кремовою смугою на верхній частині тіла. Кінцева фаза дуже яскрава, загалом зелена із рожевими плямистістю на тілі і окантовкою до плавців. Молоді особини білі з чорною плямою на спинному плавці і помаранчевою смужкою через око.

## Поширення та умови існування
Вид поширений виключно в Червоному морі, тоді як інший подібний вид — Cetoscarus ocellatus — зустрічається дуже широко в Індо-Китайському регіоні. Ці риби мешкають на коралових рифах. Зазвичай їх можна зустріти у лагунах та рифах на глибині від 1 до 30 м з температурою води 24-28°C. Молоді риби зазвичай зустрічаються серед густих коралів і в місцях, багатих на водорості.

## Поведінка
Тримаються невеликими гаремними групами. Як і інші риби-папуги, самець є територіальним. Живляться переважно водоростями.